# 塚野理沙
塚野 理沙（つかの りさ、1986年11月5日 - ）は東京都出身の元女子バスケットボール選手である。ポジションはパワーフォワード。

## 人物
桜花学園高校でインターハイを連覇。
卒業後、シャンソン化粧品に入社。
2008年には北京オリンピック最終予選の日本代表候補に選ばれる。
2015年引退。
3人制バスケットボール3x3チームのSIMONで選手復帰している